# Lista de bispos de Viseu
Segue-se uma lista de bispos da Diocese de Viseu:
Nota: A numeração é relativa, e começa na primeira menção da Diocese de Viseo em 572. Até ao século XV, muitas datas são aproximadas. Sempre que possível indica-se a data da bula papal de nomeação ou o documento mais antigo que refere o bispo. A partir do século XVI e até 1911, usa-se a data da preconização papal. Após 1911, apresenta-se a data em que o papa escolhia o bispo.
| N.º                                            | Imagem | Prelado (D.)                          | Vida           | Mandato                                        | Observações                                                                                          | Brasão |
| ---------------------------------------------- | --- | ------------------------------------- | -------------- | ---------------------------------------------- | --- | ------ |
| 1                                              | | Remissol                              |                | a.572–585                                      | |        |
| 2                                              | | Sunila                                |                | c. 585–610                                     | |        |
| 3                                              | | Gundemaro                             |                | c. 610                                         | |        |
| 4                                              | | Lauso                                 |                | c. 633                                         | |        |
| 5                                              | | António                               |                | c.636                                          | |        |
| 6                                              | | Farno                                 |                | c. 638–646                                     | |        |
| 7                                              | | Vadila                                |                | c. 653                                         | |        |
| 8                                              | | Reparato                              |                | c. 681                                         | |        |
| 9                                              | | Vilcifonso                            |                | c. 688                                         | |        |
| 10                                             | | Teofredo                              |                | c. 693                                         | |        |
| Invasão Muçulmana à Península, Viseu é ocupada | |                                       |                |                                                | |        |
| 11                                             | | Gomado                                |                | c. 899 – c.915                                 | |        |
| 12                                             | | Anserico                              |                | c. 915 –c 918                                  | |        |
| 13                                             | | Sabarico                              |                | c. 920 – c. 922                                | |        |
| 14                                             | | Salomão                               |                | a. 12/928 – c.?/11/932                         | |        |
| 15                                             | | Dulcídio                              |                | a. 02/937 – c. 09/955                          | |        |
| 16                                             | | Hermenegildo                          |                | a. 22/12/955 – c. 961                          | |        |
| 17                                             | | Iquila                                |                | c. 974 – c. 982                                | |        |
| 18                                             | | Gomes                                 |                | c. 1050                                        | |        |
| 19                                             | | Sesnando                              |                | c. 1058 – c. 1064                              | |        |
| 20                                             | | Odório                                |                | a. 01/05/1147 – a. 10/1165                     | |        |
| 21                                             | | Gonçalo I                             |                | c. 10/1165 – d. 05/1169                        | |        |
| 22                                             | | Godinho Soares                        |                | a. 11/1171 – c. 04/1176                        | |        |
| 23                                             | | João Peres I                          |                | c. 12/1179 – 06 ou 07/07/1192                  | |        |
| 24                                             | | Nicolau                               |                | c. 1192 – c. 10/1213                           | |        |
| 25                                             | | Fernando Raimundes                    |                | d. 01/12/1213 – 01/02/1214                     | |        |
| 26                                             | | Bartolomeu                            |                | a. 10/10/1214 – 09/09/1222                     | |        |
| 27                                             | | Gil                                   |                | a. 05/1223 – c. 1247                           | |        |
| 28                                             | | Pedro Gonçalves Zarco                 |                | a. 18/01/1249 – 20/08/1253                     | |        |
| 29                                             | | Mateus Martins                        |                | c. 1254 e c. 01/1279 – c. 04/1268 a 16/02/1287 | |        |
| 30                                             | | Egas Viegas                           |                | 02/10/1288 – 16/03/1313                        | |        |
| 31                                             | | Martin Pérez de Fontova               |                | c. 1313 – a. 04/1322                           | |        |
| 32                                             | | Gonçalo II                            |                | c. 02/1323 – 13/02/1328                        | |        |
| 33                                             | | Miguel Vivas                          |                | 27/03/1329 – a. 10/1333                        | eleito                                                                                               |        |
| 34                                             | | João Homem I                          |                | a. 10/1333 – c. 12/1348                        | |        |
| 35                                             | | João Martins                          |                | a. 06/1349 – final 1364 ou início de 1365      | |        |
| 36                                             | | Gonçalo de Figueiredo                 |                | 02/06/1365 – a. 11/1373                        | |        |
| 37                                             | | João Eanes Homem                      |                | a. 11/1373 – a. 12/1383                        | |        |
| 38                                             | | Pedro Lourenço do Amaral              |                | a.12/1383 – a. 05/1384                         | |        |
| 39                                             | | João Peres                            |                | 30/10/1385 – a. 06/1391                        | |        |
| 40                                             | | João Homem II                         |                | 1391 ou a. 03/1392 – a. 12/1425                | |        |
| 41                                             | | Garcia Rodrigues de Magalhães         |                | c. 04/1426 – a. 05/1430                        | |        |
| 42                                             | | Luís Gonçalves do Amaral              |                | 25/09/1430 – 09/09/1439                        | feito pseudo-cardeal pelo Antipapa Félix V                                                           |        |
| 43                                             | | Luís Coutinho                         |                | 09/09/1439 – c. 04/1444                        | depois bispo de Coimbra e arcebispo de Lisboa                                                        |        |
| 44                                             | | João Vicente                          |                | 01/04/1444 – a. 06/1463                        | fundador da Congregação dos Cónegos Seculares de São João Evangelista                                |        |
| 45                                             | | João Gomes de Abreu                   |                | 1462/1463-1482                                 | |        |
| 46                                             | | Fernão Gonçalves de Miranda           |                | 22/05/1482 – c. 04/1505                        | |        |
| 47                                             | | Diogo Ortiz de Vilhegas               |                | 27/06/1505 – a. 23/02/1519                     | |        |
| 48                                             | | Cardeal Infante D. Afonso de Portugal |                | 23/02/1519 – 20/02/1523                        | Durante o seu exercício, como administrador em seu nome, foi auxiliado por: D. Martinho de Portugal. |        |
| 49                                             | | Frei João de Chaves                   |                | 09/09/1524 – c. 1525                           | |        |
| 50                                             | | Cardeal D. Miguel da Silva            |                | 21/11/1526 – 22/04/1547                        | Cardeal Alexandre Farnésio (1547-1552), comendatário da diocese                                      |        |
| 51                                             | | Gonçalo Pinheiro                      |                | 27/06/1552 – 15/11/1567                        | |        |
| 52                                             | | Jorge de Ataíde                       |                | 23/07/1568 – 04/07/1578                        | |        |
| 53                                             | | Miguel de Castro                      |                | 04/07/1578 – 07/02/1586                        | |        |
| 54                                             | | Nuno de Noronha                       |                | 21/05/1586 – 22/08/1594                        | |        |
| 55                                             | | Frei António de Sousa                 |                | 22/08/1594 – 01/05/1597                        | |        |
| 56                                             | | João de Bragança                      |                | 15/01/1599 – 03 ou 04/02/1609                  | |        |
| 57                                             | | João Manuel de Ataíde                 |                | 09/12/1609 – 17/02/1625                        | |        |
| 58                                             | | Frei João de Portugal                 |                | 01/12/1625 – 26/02/1629                        | |        |
| 59                                             | | Frei Bernardino de Senis (Sena), OFM  |                | 16/12/1630 – 06/10/1632                        | |        |
| 60                                             | | Miguel de Castro II                   |                | 19/12/1633 – 27/10/1634                        | |        |
| 61                                             | | Dinis de Melo e Castro                |                | 14/05/1636 – 27/01/1639                        | |        |
| 62                                             | | Leão de Noronha                       |                | 1639-1669                                      | |        |
| 63                                             | | Manuel de Saldanha                    |                | 22/12/1670 – 26/12/1671                        | |        |
| 64                                             | | João de Melo                          |                | 17/07/1673 – 24/04/1684                        | |        |
| 65                                             | | Richard Russell                       |                | 10/09/1685 – 15/11/1693                        | |        |
| 66                                             | | Jerónimo Soares                       |                | 30/08/1694 – 18/01/1720                        | |        |
|                                                | Título Vacante | Título Vacante                        | Título Vacante | 1720 - 1741                                    | Diocese a cargo do Cabido da Sé                                                                      |        |
| 67                                             | | Júlio Francisco de Oliveira           |                | 02/01/1741 – 26/12/1765                        | |        |
| 68                                             | | Francisco Mendo Trigoso               |                | 06/08/1770 – 19/09/1778                        | |        |
| 69                                             | | José António Barbosa Soares           |                | 01/03/1779 – 25/11/1782                        | |        |
| 70                                             | | Frei José do Menino Jesus             |                | 18/07/1783 – 13/01/1791                        | |        |
| 71                                             | | Francisco Monteiro Pereira de Azevedo |                | 19/12/1791 – 03/02/1819                        | |        |
| 72                                             | | Francisco Alexandre Lobo              |                | 29/05/1820 – 09/09/1844                        | |        |
|                                                | Por ausência do governador e vigário capitular, sede vacante, administrador apostólico Manuel Pires de Azevedo Loureiro |                                       |                |                                                | |        |
| 73                                             | | José Joaquim de Azevedo e Moura       |                | 19/01/1846 – 16/06/1856                        | |        |
| 74                                             | | José Manuel de Lemos                  |                | 18/09/1856 – 27/09/1858                        | |        |
| 75                                             | | José Xavier Cerveira e Sousa          |                | 15/04/1859 – 24/07/1861                        | |        |
| 76                                             | | António Alves Martins                 |                | 25/09/1862 – 05/02/1882                        | |        |
| 77                                             | | José Dias Correia de Carvalho         |                | 05/08/1883 – 02/07/1911                        | |        |
| 78                                             | | António Alves Ferreira                |                | 06/07/1911 – 29/01/1927                        | |        |
| 79                                             | | José da Cruz Moreira Pinto            |                | 09/05/1928 – 12/11/1964                        | |        |
| 80                                             | | José Pedro da Silva                   |                | 13/02/1965 – 14/09/1988                        | |        |
| 81                                             | | António Ramos Monteiro                |                | 18/09/1988 – 03/04/2004                        | |        |
| 82                                             | | António Augusto dos Santos Marto      |                | 22/04/2004 – 26/04/2006                        | |        |
| 83                                             | | Ilídio Pinto Leandro                  |                | 10/06/2006 – 03/05/2018                        | |        |
| 84                                             | | António Luciano dos Santos Costa      |                | 03/05/2018 – presente                          | |        |